# Astra Coffee and More
Astra Coffee and More (do 2021 Poznańska Palarnia Kawy „Astra”) – polskie przedsiębiorstwo, spółka z ograniczoną odpowiedzialnością z siedzibą w Starczanowie, zajmujące się produkcją i sprzedażą kaw i herbat. W latach 1973–2018 siedziba przedsiębiorstwa znajdowała się przy ul. Garbary 114 w Poznaniu.

## Historia
Zakład powstał w 1973 na Garbarach i mieścił się w budynku z lat 50. XX wieku, powstałym na potrzeby Państwowej Centrali Handlowej. Od 1977 funkcjonował jako Zakład Palenia i Paczkowania Kawy w Poznaniu.
Do lat 90. XX wieku palarnia w Poznaniu była największym producentem kawy w Polsce. W latach 70. i 80. w Polsce produkowano ok. 25 tys. ton kawy, z czego jedną trzecią  w Poznaniu. W zakładzie wytwarzano trzy gatunki kawy: Orient, Super, Wyborowa. Po 1985 dodatkowo kawę Arabika i Ekstra Selekt. W 1991 rozpoczęto produkcję pierwszej na polskim rynku kawy niskodrażniącej. W 1992 zakład usamodzielnił się i funkcjonował pod nazwą Posti. W sierpniu 1994 stał się własnością spółki pracowniczej i przyjął obecną nazwę Astra.
Z uwagi, że dotychczasowy budynek zakładu w Poznaniu nie spełniał warunków dla rozwoju firmy i realizacji planowanych inwestycji, w czerwcu 2018 produkcję przeniesiono do nowego obiektu w Starczanowie, w gminie Nekla.